# Ліптов
Ліптов — ландшафтний заказник місцевого значення в Україні. Розташований на території Звягельського району Житомирської області, на захід від села Курчиця. 
Площа — 1,5 га, статус отриманий у 2018 році. Перебуває у віданні ДП «Новоград-Волинський лісгосп АПК» (Городницьке лісництво). 
Заказник є мальовничим підвищенням на лівому березі річки Случ, безпосередньо примикають до річки в урочищі Ліптов з виходами на поверхню кристалічних порід у вигляді скель, валунів. Відносна висота підвищень — 15—25 метрів. У кварталі 33, відділ 44 вони вкриті грабово-дубово-липовим лісом віком 60 років, а у кварталі 33, відділ 45 — дубово-грабовим лісом віком 40 років. Пріоритетом охорони в заказнику є мальовничий скельно-лісовий ландшафт. Також охороняються види рослин, занесені до Червоної книги України (2009), зокрема, коручка морозникоподібна, гніздівка звичайна, любка дволиста, лілія лісова. Скелі густо вкриті папороттю-багатоніжкою звичайною (регіонально-рідкісний вид).